# Papfa
Papfa (szlovákul Farná, korábban Fafárňa, németül Pfaffendorf) Pozsonyivánka településrésze, egykor önálló falu Szlovákiában, a Pozsonyi kerületben, a Szenci járásban.

## Fekvése
Pozsonytól 15 km-re északkeletre fekszik.

## Története
1290-ben említik először, a pozsonyi prépost és káptalan birtoka volt, nevét is erről kapta. Története során Popfolna, Papfalva, Pafár, Farná alakban szerepel az írott forrásokban.
Vályi András szerint „PAPFALVA. Pfaffendorf. Elegyes tót falu Poson Vármegyében, földes Ura a’ Posonyi Káptalanbéli Uraság, lakosai katolikusok, fekszik Ivánkához közel, mellynek filiája, határja is hozzá hasonlító; erdeje sok van, réttye, legelője nem sok, két hólt duna lévén határján, vízáradáskor néha bézárattatik Ivánkával egygyütt, a’ fekete víz is határos véle, második osztálybéli.”
Fényes Elek szerint „Papfalva, tót falu, Poson vmegyében, Ivánkához 1 fertály órányira: 276 kath., 3 evang. lak., vendégfogadóval, erdővel, juhtenyésztéssel. F. u. a posoni káptalan. Ut. p. Posonhoz 1 óra.”
A trianoni békeszerződésig Pozsony vármegye Pozsonyi járásához tartozott. 1932-óta Pozsonyivánka része.

## Népessége
1910-ben 629, többségben szlovák lakosa volt, jelentős magyar kisebbséggel.
2001-ben Pozsonyivánka 4989 lakosából 4753 szlovák, 51 cseh és 41 magyar volt.